# Elecciones presidenciales de Serbia de 2004
Las elecciones para la presidencia de la República de Serbia en 2004 se celebraron el 13 de junio (primera vuelta) y el 27 de junio (segunda vuelta).
Después de las elecciones de diciembre de 2003 y la formación del nuevo gobierno serbio, el 3 de marzo de 2004 se creó una nueva distribución de fuerzas políticas: el DOS desapareció de la escena pública y el Partido Radical Serbio ganó la mayor cantidad de escaños. En febrero de ese año, la Asamblea de la República abolió el requisito del 50% de los votantes que acudieron a las urnas, creando así las condiciones para la elección final del presidente de Serbia.
A principios de abril, el presidente de la Asamblea, Predrag Markovic, anunció las elecciones presidenciales del 13 de junio. Más de diez personas se postularon, y Tomislav Nikolic, el líder adjunto de los radicales, y Boris Tadic, el nuevo líder del Partido Demócrata, tenía las mejores posibilidades de ingresar a la segunda ronda. La coalición gobernante (DSS, G-17 +, coalición SPO-Nueva Serbia) nominó a Dragan Maršićanin como candidato.

## Candidatos

### Finalistas al balotaje
- Boris Tadić, Partido Demócrata (avanzó a la segunda ronda)
- Tomislav Nikolić, Partido Radical Serbio (avanzó a la segunda ronda)

### Otros candidatos
- Dragan Maršićanin, Partido Democrático de Serbia
- Bogoljub Karić, Movimiento del Poder de Serbia
- Ivica Dačić , Partido Socialista de Serbia
- Princesa Isabel de Yugoslavia
- Vladan Batić, Partido Cristiano Democrático de Serbia
- Borislav Pelević, Partido de la Unidad Serbia
- Branislav Ivković, Partido Popular Socialista
- Zoran Milinković, Patriotas de la Diáspora Serbia
- Marijan Rističević, Partido Campesino del Pueblo
- Ljiljana Aranđelović, Serbia Unida
- Dragan Đorđević, Partido de los Ciudadanos Serbios
- Milovan Drecun, Renacimiento Serbio
- Mirko Jović , Partido Radical del Pueblo

La sorpresa de esta elección fue el éxito mostrado por uno de los empresarios más ricos de Serbia, Bogoljub Karić. El candidato del Gobierno, Dragan Maršićanin, terminó en cuarto lugar, lo que abrió la cuestión de nuevas elecciones parlamentarias en Serbia.
En la segunda vuelta, el candidato demócrata Boris Tadić ganó el apoyo de todos los partidos del gobierno, así como de Bogoljub Karić.

## Resultados
| Candidatos                              | Partido                                                                         | Primera Vuelta | Primera Vuelta | Segunda Vuelta | Segunda Vuelta |
| Candidatos                              | Partido                                                                         | Votos          | %              | Votos          | %              |
| --------------------------------------- | ------------------------------------------------------------------------------- | -------------- | -------------- | -------------- | -------------- |
| Boris Tadić                             | Partido Democrático                                                             | 853 584        | 27,37          | 1 681 528      | 53,97          |
| Tomislav Nikolić                        | Partido Radical Serbio                                                          | 954 339        | 30,6           | 1 434 068      | 46,03          |
| Bogoljub Karić                          | Movimiento del Poder de Serbia                                                  | 568 691        | 18,23          |                |                |
| Dragan Maršićanin                       | - Partido Demócrata - G17 Plus - Movimiento de Renovación Serbio - Nueva Serbia | 414 971        | 13,3           |                |                |
| Ivica Dačić                             | Partido Socialista de Serbia                                                    | 125 952        | 4,04           |                |                |
| Isabel Karađorđević                     | Iniciativa para una mejor Serbia                                                | 62 737         | 2,1            |                |                |
| Milovan Drecun                          | Renacimiento Serbio                                                             | 16 907         | 0,54           |                |                |
| Vladan Batić                            | Partido Demócrata Cristiano de Serbia                                           | 16 795         | 0,54           |                |                |
| Borislav Pelević                        | Partido de la Unidad Serbia                                                     | 14 317         | 0,46           |                |                |
| Branislav Ivković                       | Partido Popular Socialista                                                      | 12 672         | 0,4            |                |                |
| Ljiljana Aranđelović                    | Serbia Unida                                                                    | 11 796         | 0,38           |                |                |
| Marijan Rističević                      | Partido Campesino del Pueblo                                                    | 10 198         | 0,33           |                |                |
| Dragan Đorđević                         | Partido de los Ciudadanos Serbios                                               | 5785           | 0,19           |                |                |
| Mirko Jović                             | Partido Radical del Pueblo                                                      | 5546           | 0,18           |                |                |
| Zoran Milinković                        | Patriotas de la Diáspora Serbia                                                 | 5442           | 0,17           |                |                |
| Votos nulos                             | Votos nulos                                                                     | 38 047         | 1,36           | 42 975         | 1,22           |
| Total (participación 47,75 % et 48,7 %) | Total (participación 47,75 % et 48,7 %)                                         | 3 117 339      | 100,0          | 3 115 596      | 100,0          |
| Válidos                                 | Válidos                                                                         | 3 081 040      |                | 3 115 596      |                |
| Votantes                                | Votantes                                                                        | 3 119 087      | 100.00         | 3 159 194      | 100.00         |
| Inscritos                               | Inscritos                                                                       | 6 532 263      | 47.75          | 6 532 940      | 48.35          |
| Fuente: CeSID                           |                                                                                 |                |                |                |                |